# Kreayshawn
Kreayshawn, de son vrai nom Natassia Gail Zolot, née le 24 septembre 1989 à San Francisco, Californie, est une rappeuse et réalisatrice de clips vidéo américaine. Elle publie son premier single, Gucci en 2011. La popularité de la chanson et du clip conduit Columbia Records à lui faire signer un contrat d'enregistrement peu de temps après. Son premier album, Somethin 'Bout Kreay est produit en septembre 2012.

## Biographie
Née à San Francisco, Kreayshawn déménage à Pleasanton, en Californie, à l'âge de 10 ans. Elle a une ascendance russe du côté de sa mère, Elka Zolot, qui est un ancien membre d'un trio californien de garage punk et de surf rock composé intégralement de femmes, The Trashwomen. Elka n'a jamais indiqué à Kreayshawn le nom de son père biologique.
S'étant vu offrir une caméra vidéo, elle réalise des films sur elle, sur des raps et sur sa vie quotidienne. Elle quitte la maison familiale à 15 ans, se fait expulser de l'école et travaille dans divers organismes ou entreprises, dont IKEA. À 17 ans, elle approfondit son intérêt pour le tournage de films en réalisant des clips pour des amis et des rappeurs locaux. Ses vidéos attirent l'attention et elle obtient une bourse pour des études d'un an au Berkeley Digital Film Institute. Elle déménage ensuite à Los Angeles pour poursuivre cette carrière dans les films vidéos.
Le 5 mai 2013, Kreayshawn annonce qu'elle attend son premier enfant.

## Carrière
En 2010, Kreayshawn sort sa première mixtape, Kittys x Choppas et son premier clip. Le 16 mai 2011, elle sort un autre clip pour son single Gucci, qui génère près de trois millions de vues sur YouTube dans les trois premières semaines. Des chiffres qui lui permettent de se voir proposer un contrat par Columbia Records. Elle est également contactée par le label des Red Hot Chili Peppers pour réaliser un clip musical pour ce groupe.
Mais un entourage douteux et une succession de décisions (comme se moquer de Rick Ross à la radio) la mettent un temps au ban de la scène rap. En juin 2012, elle participe à un groupe, L$D (Lesbian $atanic Druglords, constitué avec Grimes, et une autre artiste, Lady Tragik). Ce groupe enregistre avec Blood Diamonds Don’t Smoke My Blunt Bitch. Le titre a été fait en dix minutes et le clip qui l’accompagne en moins d’une heure. Cependant cette vidéo fait un buzz auquel les trois amies ne s’attendaient pas. Le 14 septembre 2012, elle réapparaît en sortant l’album Somethin' Bout Kreay,.